# 德国足球南部高级联赛
德国足球南部高级联赛（德語：Fußball-Oberliga Süd）是从1945年至1963年举办的德国南部最高级别的足球赛事，其覆盖范围包括巴伐利亚、巴登-符腾堡和黑森三个联邦州。